# Le cose della vita (Vittorio Messori)
Le cose della vita è un saggio dello scrittore e giornalista italiano Vittorio Messori.

## Contenuto
Con questo terzo volume l'autore conclude la pubblicazione di buona parte del materiale della rubrica "Vivaio", apparsa sul quotidiano cattolico Avvenire dal maggio 1987 sino alla fine del 1992.  Al materiale tratto dalla rubrica, Messori ha fatto seguire alcuni pezzi tra i moltissimi pubblicati nei primi anni novanta su vari giornali e riviste, procedendo a una drastica selezione e scegliendo ciò che gli sembrava più interessante. Sono raccolti 147 articoli.

## Edizioni
- Vittorio Messori, Le cose della vita, Edizioni San Paolo, 1995,  p. 434, ISBN 88-215-3062-0.
- Vittorio Messori, Le cose della vita, SugarCo Edizioni, 2009,  p. 544, ISBN 978-88-7198-566-4.